# Aspidoscelis sackii
Aspidoscelis sackii е вид влечуго от семейство Камшикоопашати гущери (Teiidae). Видът не е застрашен от изчезване.

## Разпространение и местообитание
Разпространен е в Мексико.
Обитава гористи местности, места със суха почва, планини, възвишения и плата в райони с тропически климат.

## Описание
Популацията на вида е стабилна.